# CRAFT
CRAFT (voorheen het Klein Brouwerij Collectief (KBC)) is een branchevereniging van Nederlandse bierbrouwerijen. CRAFT bestaat sinds 2003 en is sindsdien uitgegroeid tot het grootste samenwerkingsverband van bierbrouwerijen (met en zonder eigen ketels) in Nederland. 
Tot de naamswijziging in december 2016 heette de vereniging het Klein Brouwerij Collectief. De ruim 200 leden van CRAFT zijn allen ondernemingen die zich bezighouden met de ontwikkeling, productie en verkoop van bier naar eigen receptuur. De vereniging biedt een platform voor uitwisseling van kennis en ervaring over de branche. De branchevereniging promoot en behartigt de belangen van haar leden richting markt, media en politiek.